# Leptonychia batangensis
Leptonychia batangensis là một loài thực vật có hoa trong họ Cẩm quỳ. Loài này được (C.H. Wright) Burret mô tả khoa học đầu tiên năm 1926.